# Imogen Grant
Imogen Clara Grant (Cambridge, 26 de febrero de 1996) es una deportista británica que compite en remo.
Participó en dos Juegos Olímpicos de Verano, obteniendo una medalla de oro en París 2024, en la prueba de doble scull ligero, y el cuarto lugar en Tokio 2020, en la misma prueba.
Ganó cuatro medallas en el Campeonato Mundial de Remo entre los años 2018 y 2023, y tres medallas en el Campeonato Europeo de Remo entre los años 2021 y 2023.

## Palmarés internacional
| Juegos Olímpicos   | Juegos Olímpicos         | Juegos Olímpicos  | Juegos Olímpicos        |
| Año                | Lugar                    | Medalla           | Prueba                  |
| ------------------ | ------------------------ | ----------------- | ----------------------- |
| 2024               | París (Francia)          | Medalla de oro    | Doble scull ligero      |
| Campeonato Mundial |                          |                   |                         |
| Año                | Lugar                    | Medalla           | Prueba                  |
| 2018               | Plovdiv (Bulgaria)       | Medalla de bronce | Scull individual ligero |
| 2019               | Ottensheim (Austria)     | Medalla de bronce | Doble scull ligero      |
| 2022               | Račice (República Checa) | Medalla de oro    | Doble scull ligero      |
| 2023               | Belgrado (Serbia)        | Medalla de oro    | Doble scull ligero      |
| Campeonato Europeo |                          |                   |                         |
| Año                | Lugar                    | Medalla           | Prueba                  |
| 2021               | Varese (Italia)          | Medalla de plata  | Doble scull ligero      |
| 2022               | Múnich (Alemania)        | Medalla de oro    | Doble scull ligero      |
| 2023               | Bled (Eslovenia)         | Medalla de oro    | Doble scull ligero      |